# Рыжова, Александра Ивановна
Александра Ивановна Рыжова (род. 1939) — советский хозяйственный деятель, Герой Социалистического Труда.

## Биография
Родилась в 1939 году на территории современной Калужской области. Член КПСС.
В 1960—1994 — монтажница, испытательница деталей цеха № 3 Калужского радиолампового завода Министерства электронной промышленности СССР.
Указом Президиума Верховного Совета СССР от 10 марта 1981 года присвоено звание Героя Социалистического Труда с вручением ордена Ленина и золотой медали «Серп и Молот».
Делегат XXV съезда КПСС.
Живёт в Калуге.

## Награды и звания
- Герой Социалистического Труда (10.03.1981)
- Орден Ленина (25.03.1974, 10.03.1981)